# あさがやドラム
あさがやドラム（英: ASAGAYA DRUM）は、東京都杉並区成田東五丁目にあるライブハウス。

## 概要
- 2000年10月オープン
- 2004年7月リニューアルオープン

## 施設概要
- 収容人数 - すべてイス席の場合40名 オールスタンディング70名
- ステージサイズ - 奥行き260cm×幅350cm×高さ350cm
- 所在地 - 東京都杉並区成田東5-35-12 山清ビルB1

### 交通アクセス
鉄道
- 東京メトロ丸ノ内線南阿佐ケ谷駅より徒歩3分
- 中央線快速、中央・総武緩行線阿佐ケ谷駅より徒歩9分

バス
- 西武バス荻15系統、関東バス阿02・阿05系統杉並都税事務所停留所より徒歩1分
- 杉並区役所停留所より徒歩3分（南阿佐ケ谷駅#バス路線参照）